# William Lassell
William Lassell (Bolton, Engleska, 18. lipnja 1799. – Maidenhead, Engleska, 5. listopada 1880.), engleski astronom
Nakon trgovačkog obrazovanja vodio je pivovaru. Gospodarski uspjeh te pivovare omogućio mu je baviti se astronomijom. Blizu Liverpoola sagradio je zvjezdarnicu s 60 centimetarskim reflektorskim teleskomom, koji je postao poznat po svom novom ekvatorskom montiranju do jednostavnog ažuriranja zvjezdanog neba. Optike je sagradio i pričvrstio strojevima koje je sam konstruirao. 
Otkrio je 1846. godine Triton, najveći Neptunov mjesec. 
Neovisno od Williama Crancha Bonda otkrio je 1848. godine Hiperion, Saturnov mjesec. 
1849. godine dobio je Zlatnu medalju Kraljevskoga astronomskog društva. 
Kad je britanska kraljica Viktorija posjetila Liverpool 1851., Lassell je bio jedina osoba koju je izričito htjela sresti. 1855. godine sagradio je 120 centimetarski teleskop, koji je zbog boljih promatračkih uvjeta postavio na otok Maltu.
Godine 1858. otkrio je Umbriel i Ariel, dva mjeseca planeta Urana.
Od 1870. do 1872. bio je predsjednik Kraljevskoga astronomskog društva.
Njemu u čast nazvani su krateri na Mjesecu (Lassell) i Marsu (Lassell) te asteroid 2636 Lassell. 

## Vanjske poveznice
- (engleski) Klima-luft.de Wolfgang Steinicke o Williamu Lassellu
- (eng.) Radovi W. Lassella na Astrophysics Data Systemu
- (eng.) W. Lassell na Astrophysics Data Systemu
- (eng.) Životopis  Arhivirana inačica izvorne stranice od 2. kolovoza 2020. (Wayback Machine)
- (nje) spektrum.de: Wer war’s? Bierbrauen für die Forschung, Sterne und Weltraum, veljača 2013., pdf
- (nje.) N.N.: Osmrtnica Astronomische Nachrichten, Bd. 98 (1880), S. 207 (Nachruf auf W. Lassell)